# Londrina
Londrina är en stad och kommun i södra Brasilien och ligger i delstaten Paraná. Den är delstatens näst största stad och har cirka en halv miljon invånare. Londrina är portugisiska för lilla London, ett namn som kommer av de brittiska entreprenörer som arbetade med järnvägsanläggning i området vid stadens grundande. Londrina blev en egen kommun den 10 december 1934.

## Administrativ indelning
Kommunen var år 2010 indelad i åtta distrikt:
- Guaravera
- Irerê
- Lerroville
- Londrina
- Maravilha
- Paiquerê
- São Luiz
- Warta

## Storstadsområde
Londrinas storstadsområde, Região Metropolitana de Londrina, bildades den 17 juni 1998 och bestod då av sex kommuner. Den 5 juni 2002 utökades området med ytterligare två kommuner. Befolkningen uppgick till 818 300 invånare 2014.

### Kommuner
- Bela Vista do Paraíso²
- Cambé¹
- Ibiporã¹
- Jataizinho¹
- Londrina¹
- Rolândia¹
- Sertanópolis²
- Tamarana¹

¹ Ingår i området från den 17 juni 1998.
² Ingår i området från den 5 juni 2002.